# Albert Pintat Santolària

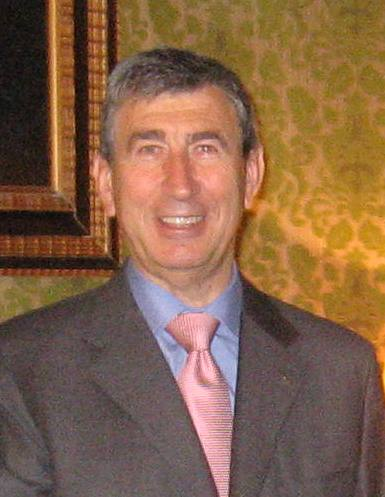
Albert Pintat 2009

Albert Pintat Santolària (* 23. Juni 1943 in Sant Julià de Lòria) war vom 27. Mai 2005 bis zum 5. Juni 2009 Regierungschef Andorras (katal. Cap de Govern). Er ist verheiratet und hat drei Kinder.
Pintat studierte Wirtschaftslehre an der katholischen Universität in Freiburg in der Schweiz und verließ sie 1967 diplomiert. Er war von 1984 bis 1985 der Privatsekretär seines Onkels, des andorranischen Regierungschefs Josep Pintat-Solans, bevor er Außenhandelsminister wurde. 1986 wurde Pintat zum Hauptberater gewählt, verlor jedoch 1991 seinen Posten. Pintat wurde zum Botschafter Andorras für die Beneluxländer und die Europäische Union nach Brüssel berufen, kehrte aber 1997 nach Andorra zurück, um dort Außenminister zu werden. Diesen Posten hatte er bis 2001 inne. Danach arbeitete Pintat wieder als Diplomat: zunächst in der Schweiz, dann im Vereinigten Königreich.
Nach dem Wahlsieg des Partit Liberal d’Andorra (Liberale Partei Andorras) am 24. Mai 2005 wurde Pintat am 27. Mai zum Regierungschef Andorras berufen. Dieses Amt hatte er bis zum 5. Juni 2009 inne.